# ミシガン・インターナショナル・スピードウェイ
ミシガン・インターナショナル・スピードウェイ (Michigan International Speedway) はアメリカ合衆国・ミシガン州ブルックリンにあるオーバルトラック。観客席数は13万7,243席。特に通称は無いが、同じ2マイルオーバルのオートクラブ・スピードウェイとの組み合わせは"姉妹"と言われ、こちらが姉にあたる。
1968年オープン、CARTとIRLが分裂していた時代、CART夏の祭典であり最大イベントとなるU.S.500が行われていた場所として有名である。NASCARの開催は6月開催がスプリントカップシリーズ/キャンピング・ワールド・トラック・シリーズ、8月の開催がスプリントカップシリーズ/ネイションワイド・シリーズという組みあわせで行われ、ポコノ同様シーズン中盤に2回を近接して行う珍しいトラック。IRLの方は2002年～2008年で使用があったが、2009年はシーズン前にキャンセルとなってしまい、定例で開かれるビッグレースはNASCARのみとなってしまった。
近所にはキャンプ場が多数用意され、レースウィークを泊まりこみで観戦するには便利なトラックである。

## トラックの特徴
|                        | 個数                   | 長さ                  | バンク角           |
| ---------------------- | ---------------------- | --------------------- | ------------------ |
| ホームストレート       | 1                      | 3600フィート(1097.3m) | 12°                |
| バックストレート       | 1                      | 2242フィート(683.4m)  | 5°                 |
| ターン                 | 4                      | 4718フィート(1438m)   | 18°                |
| 全長：2マイル(3218.7m) | 全長：2マイル(3218.7m) | 路面：アスファルト    | 路面：アスファルト |

18度とそこまで角度の付いたバンクではないが、ストレート長が十分に確保されているのが一番の特徴。そしてコース幅が広く、4ワイドから瞬間的には5ワイドまで可能なだけでなく、どのラインでもそれなりのスピードで走れるためにラインの自由度の高さは特出している。路面が改修された2012年のレースでは、3大シリーズ全てでトラックレコードが更新された。中でも6月のスプリントカップシリーズでは予選で19人が周回平均速度200mph超を達成、アトランタ、テキサス、ラスベガスらを上回るNASCAR最速トラックになった。

## レコード
- スプリントカップ予選レコード…ジョーイ・ロガーノ（203.949mph/35.303秒、2013年）
- ネーションワイドシリーズ予選レコード…オースティン・ディロン（190.375 mph/37.820秒、2012年）
- キャンピングワールドトラックシリーズ予選レコード…ジョーイ・コルター（184.101mph/39.109秒、2012年）
- CART予選レコード…ポール・トレーシー（234.949mph/30.645秒、2000年）
- インディカー予選レコード…トーマス・シェクター（222.458mph/32.365秒、2003年）

現在CARTの予選レコードがオフィシャルコースレコードとなっている。